# 구례 대전리 석불입상
구례 대전리 석불입상(求禮 大田里 石佛立像)은 대한민국 전라남도 구례군 광의면 대전리 상대 마을의 북쪽 저수지 끝부분에 서 있는 석불이다. 1994년 1월 31일 전라남도의 유형문화재 제186호로 지정되었다.

## 개요
일명 '미륵골'이라 불리는 전라남도 구례군 광의면 대전리 상대 마을의 북쪽 저수지 끝부분에 서 있는 석불이다.
얼굴은 비바람에 의하여 많이 닳아 희미하지만 달걀형으로 온화한 모습이다. 손모양은 오른손으로 왼손을 감싸쥔 형태인데 다소 시대가 떨어지면서 변형된 형식을 보여주고 있다.
석불 바로 옆에는 무릎을 굽히고 앉아있는 높이 80㎝의 공양상이 있고 그 주변에는 2개의 돌기둥이 남아 있다. 이것은 화엄사 석등과 같이 4사자 3층석탑 앞에 있는 석등 밑에 공양상을 앉히고 그 주위로 돌기둥을 세워 불을 밝히는 곳을 만든 형식을 취한 듯하다.
보통의 비로자나불은 앉아 있으나 이 석불은 서 있는 예로 매우 특이하다. 통일신라 후기에서 고려 초기로 넘어가는 과정에서 불상의 손모양이 어떻게 변하는가를 연구하는데 중요한 자료가 되고 있다.

## 참고 문헌
- 구례대전리석불입상 - 국가유산청 국가유산포털